# Карачаево-Черкесский областной комитет КПСС
Карачаево-Черкесский областной комитет КПСС — центральный партийный орган, существовавший в Карачаево-Черкесской АО с января 1925 года по апрель 1926 года и с 9 января 1957 года по 6 ноября 1991 года.

## История
- C 30 января 1922 по январь 1925 года существовало Организационное бюро РКП(б) по Карачаево-Черкесской автономной области.
- С января 1925 по апрель 1926 существовал Карачаево-Черкесский областной комитет РКП(б) (с 1925 - ВКП(б)).
- В 1927 году образован Черкесский окружной комитет ВКП(б), преобразованный в 1928 году в Черкесский областной комитет ВКП(б) (Черкесской автономной области).
- 13 октября 1952 Черкесский областной комитет ВКП(б)переименован в Черкесский областной комитет КПСС.
- 9 января 1957 года Черкесский областной комитет КПСС преобразован в Карачаево-Черкесский областной комитет КПСС (Карачаево-Черкесской автономной области).
- 30 ноября 1990 Карачаево-Черкесская АО провозгласила суверенитет и повышение статуса до АССР
- 23 августа 1991 года деятельность КПСС на территории РСФСР приостановлена, а 6 ноября того же года запрещена.

## Первые секретари РКП(б)/ВКП(б)/КПСС

### Карачаево-Черкесский областной комитет РКП(б) - ВКП(б)
- январь 1925 - апрель 1926 Исакин И. Г.

### Черкесский окружной комитет ВКП(б)
- февраль 1927 - 1928 ответственный секретарь Киселёв, Александр Емельянович

### Черкесский областной комитет ВКП(б) - КПСС
- 1928 - октябрь 1929 ответственный секретарь Киселёв, Александр Емельянович
- ноябрь 1929 - апрель 1930 ответственный секретарь Шуклов
- апрель 1930 - апрель 1932 ответственный секретарь Бойко Н. Г.
- апрель 1932 - июнь 1935 Кравцов, Иван Александрович
- июнь 1935 - июнь 1937 Казачков, Иван Васильевич
- июнь - сентябрь 1937 Аргунов, Абубекир Абдулахович
- ноябрь 1937 - май 1938 Тенгизов, Шахим Алиханович
- июнь 1938 - март 1940 Борзов, Василий Яковлевич
- март 1940 - декабрь 1942 Воробьёв, Геннадий Максимович
- декабрь 1942 - февраль 1943 вакансия, и. о. 2-й секретарь областного комитета ВКП(б)
- февраль 1943 - октябрь 1948 Дзарагазов, Пётр Семёнович
- октябрь 1948 - декабрь 1949 Постовалов, Сергей Осипович
- декабрь 1949 - сентябрь 1952 Иевлев, Василий Васильевич
- сентябрь 1952 - январь 1957 Фирсов, Василий Никифорович

### Карачаево-Черкесский областной комитет КПСС
- январь - декабрь 1957 Васьков, Алексей Иванович
- декабрь 1957 - апрель 1961 Антонов, Василий Иванович
- апрель 1961 - 12 июля 1968 Лыжин, Николай Михайлович
- 12 июля 1968 - 25 июня 1975 Бурмистров, Фёдор Петрович
- 25 июня 1975 - 16 декабрь 1978 Мураховский, Всеволод Серафимович
- 16 декабрь 1978 - 21 мая 1988 Инжиевский, Алексей Алексеевич
- 21 мая 1988 - 20 июля 1991 Лесниченко, Валентин Егорович